# Porta d'Hongria
Porta del Devín, o Portes hongareses   ( eslovac: Devínska brána alemany: Hainburger Pforte ) és una porta natural a la vall del Danubi a la frontera d'Eslovàquia i Àustria. És una de les quatre àrees geomorfològiques dels Carpats de Devín, part de la serralada dels Petits Carpats. Passau, la Porta d'Hongria i les Portes de Ferro divideixen el riu Danubi en quatre seccions diferents.
Ha estat habitada des de la prehistòria, des del 5000 aC. Va ser una part estratègica de l'antiga carretera de l'Ambre que connectava el nord d'Europa amb el Mediterrani. Durant l'edat mitjana s'hi han construït cinc castells (el castell de Heimenburg, el castell de Rothelstein, el castell de Pottenburg, el castell de Devín i el castell de Bratislava). Ha servit com a frontera i vigilada per l'Imperi Romà, Imperi Austríac, Teló de Ferro durant la Guerra Freda i finalment com a frontera entre Àustria i Txecoslovàquia, avui Eslovàquia. </link> .

## Nom
Antigament el nom en llatí: Porta Hungarica i en hongarès: Dévényi kapu.

## Ubicació i descripció
Comença per sota del castell de Bratislava o si som estrictes per sota del castell de Devín. Acaba prop de Hundsheimer Berg, el cim més alt dels Carpats austríacs a 480 metres d'altitud. A l'est, limita amb una altra porta natural, la porta de Lamač .
Geològicament, la Porta Devín es va crear durant l'època del Plistocè. Gran part del seu nucli està format per massissos granítics del període Carbonífer. També inclou pedres calcàries i dolomies de l'època cenozoica. Els sediments del període neogen inclouen conglomerats, graves i altres. A l'Alt Danubi, que comprèn la secció entre les fonts on comença el riu i la Porta Devín aigües amunt de Bratislava, l'extensió de la plana inundable morfològica és menor en comparació amb la resta del riu.

## Història

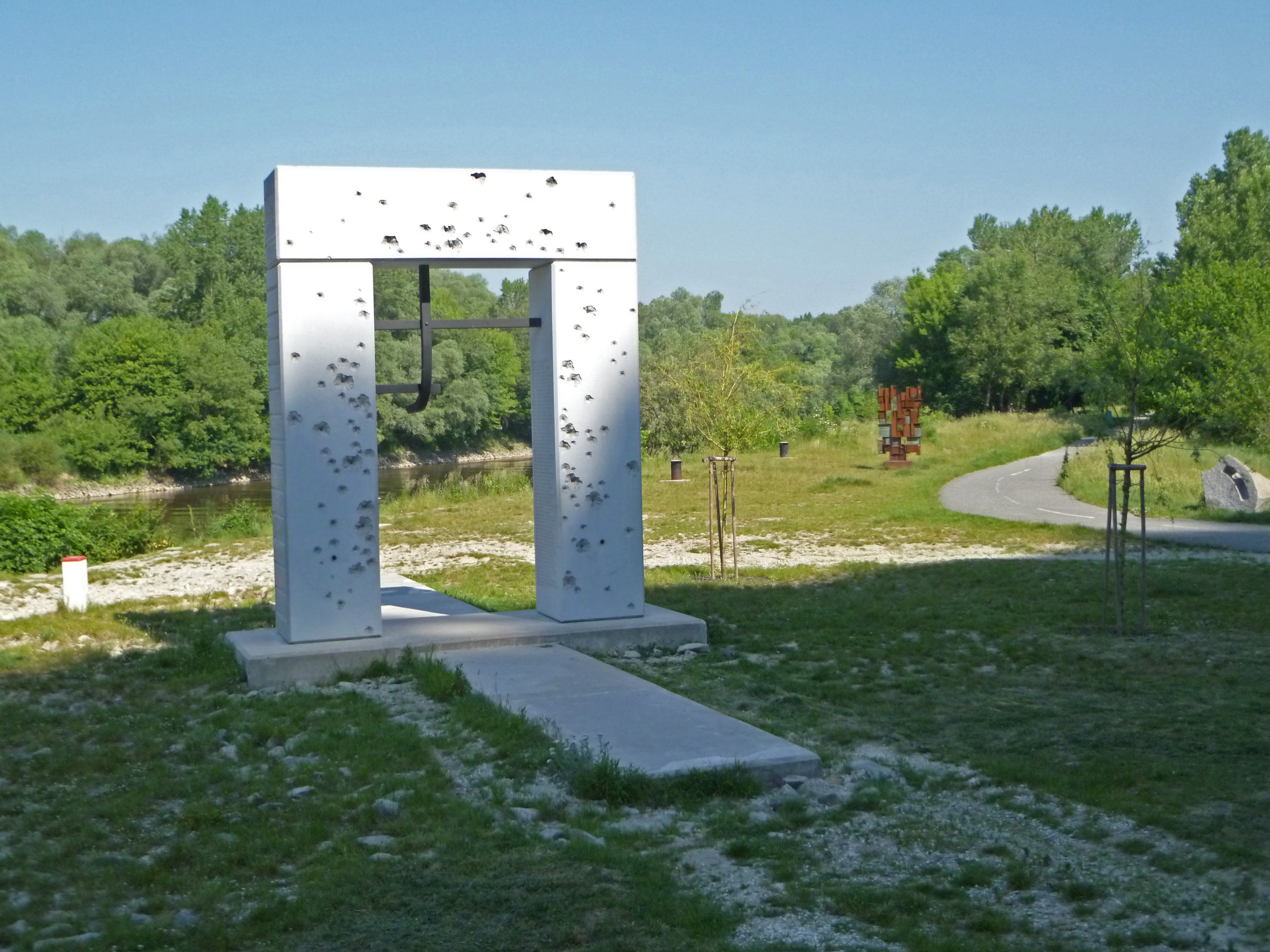
Memorial als 400 homes i dones que van ser afusellats intentant escapar a Àustria durant la Guerra Freda

Des dels agricultors neolítics existeixen per la zona, aproximadament entre el 5000 i el 3500 aC, assentaments humans continus fins a l'actualitat.